# غشای سدادی
غشای سِدادی (انگلیسی: Obturator membrane) یک لایه نازک فیبری است که تقریباً به‌طور کامل سوراخ سدادی را می‌بندد.
الیاف این غشا به صورت دسته‌های درهم‌تنیده و عمدتاً در جهت عرضی مرتب شده‌اند. دسته فوقانی آن به برآمدگی سدادی متصل شده و مجرای سدادی را برای عبور رگ‌ها و عصب سدادی کامل می‌کند.
این غشا به حاشیه تیز سوراخ سدادی متصل است، به استثنای گوشه تحتانی جانبی آن، که در آن به سطح لگنی شاخهٔ زیرین استخوان نشیمنگاهی، یعنی درون حاشیه، متصل می‌شود.
هر دو ماهیچه سدادی با این غشا در ارتباط هستند.

## تصاویر دیگر

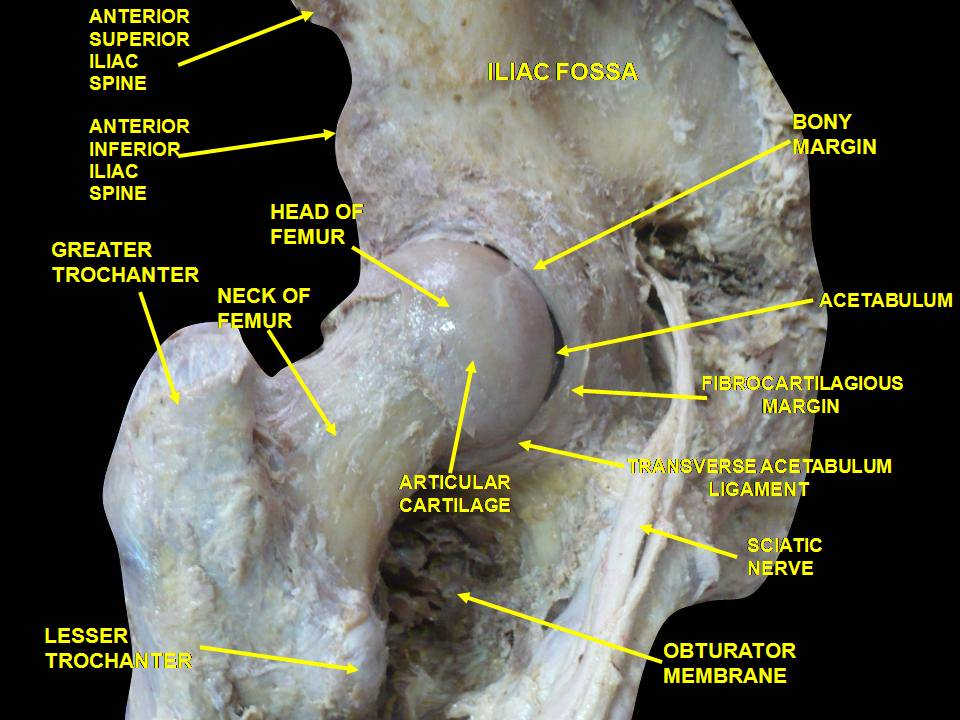
مفصل ران. نمای جانبی. غشای سدادی